# Источнобосански поддијалекат
Источнобосански поддијалект је поддијалект источнохерцеговачког дијалекта и простире се на подручју источне Босне, тј. на потезу између од Сарајева до Дрине и долине Жељезнице, преко Мајевице, до Саве, обухватајући Семберију. Појас овог поддијалекта продире до Тузле и надомак Бановића. Цијела Босанска Посавина, осим неких икавско-шћакавских оаза уз Саву, од Врбаса до Дрине припада овом поддијалекту.
На сјеверозападу се овај поддијалект граничи са славонским дијалектом. Ријека Дрина није строга лингвистичка граница (дио Полимља и вишеградски Стари Влах). Овом поддијалекту се могу прикључити и нека подручка јужне Босне и сјеверне Херцеговине (потез Сарајевско поље — Иван-планина — Бјелашница — Трново — Бјелимићи), мада говор овог подручја по својим својствима чини прелазни говор.
Становништво које говори источнобосанским поддијалектом је већином миграционим. Њихово поријекло је углавном херцеговачко и западноцрногорско, али има и оних који су пристизали из Угарске, Славоније и Србије, а малио дио су старинци.